# Pirimelidae
De Pirimelidae is een familie uit de infraorde krabben (Brachyura). Van deze familie is slechts één vertegenwoordiger, de gezaagde krab, zeer zelden te vinden voor de Belgische en Nederlandse kust.

## Systematiek
Er worden in deze familie slechts twee recente genera onderscheiden en drie fossiele:
- Pirimela Leach, 1816
- Sirpus Gordon, 1953

### Uitgestorven
- Parapirimela  †  Van Straelen, 1937
- Pliopirimela  †  Van Bakel, Jagt, Fraaije & Willie, 2003
- Trachypirimela  †  Müller, 1974